# Вакансія: людина. Як не залишитися без роботи в добу штучного інтелекту
Вакансія: людина. Як не залишитися без роботи в добу штучного інтелекту (англ. Only Humans Need Apply: Winners and Losers in the Age of Smart Machines by Thomas H. Davenport, Julia Kirby) — книжка редактора Harvard University Press Джулії Кірбі та професора інформаційних технологій, радника Deloitte Analytics Томаса Дейвенпорта. Вперше опублікована в 2016 році.

## Огляд книги
Бадьорий та позитивний погляд на масове та стрімке розповсюдження процесів автоматизації. Джулія Кірбі та Томас Дейвенпорт досліджують як в найближчому майбутньому професіоналам та фахівцям забезпечити собі стабільний кар'єрний ріст.
Близько половини працюючих американців ризикують втратити роботу через швидкий розвиток та впровадження технологій. Це загрожує не тільки «синім комірцям». Мільйонів працівників з вищою освітою таких як письменники, юристи, асистенти, працівники медичної сфери невдовзі може витіснити штучний інтелект.
Промислова революція перенесла робітників з ферм на фабрики. Перша епоха автоматизації звільнила людей від виснажливої ручної праці. Сьогодні друга ера автоматизації проникла майже в усі сфери економіки послуг. Третя ера та штучний інтелект на підході. Розумні комп'ютери здатні приймати кращі рішення, а технології — вирішувати, навчати, передбачати та розуміти швидше й точніше за людей. Яке ж тоді місце займатимуть представники таких професій як юрист, медсестра, вчитель та редактор?
Продуктивність та успіх в майбутньому залежать не тільки від людини чи машини. Мова йде про об'єднання зусиль. Ключовим є аргумент, що саме технології допомагають людині працювати ефективніше та продуктивніше. Замість того, щоб розглядати машини як конкурентів, нам необхідно сприймати їх як партнерів, налагоджувати співпрацю з метою вирішення складних задач прийдешньої ери. Вибір за нами.

## Переклад українською
- Дейвенпорт. Вакансія: людина. Як не залишитися без роботи в добу штучного інтелекту / пер. Наталія Кошманенко. К.: Наш Формат, 2018. — 336 с. — ISBN 978-617-7552-98-6